# .ee
.ee ist die länderspezifische Top-Level-Domain (ccTLD) Estlands. Sie existiert seit dem 3. Juli 1992 und wird von der Estonian Internet Foundation verwaltet. Im Juni 2012 waren mehr als 66.000 .ee-Domains registriert, wovon etwa zwei Prozent Sonderzeichen im Rahmen des IDN-Programms enthalten. Damit ist der Anteil an internationalisierten Domains im Vergleich zu anderen ccTLDs relativ hoch.

## Vergabekriterien
Insgesamt darf eine .ee-Domain zwischen zwei und 63 Zeichen lang sein, die Registrierung dauert in der Regel eine Woche. Neben alphanumerischen Zeichen können auch Sonderzeichen in .ee-Domains genutzt werden, da seit Juni 2011 das entsprechende Verfahren für internationalisierte Domainnamen unterstützt wird. Allerdings unterstützt nicht jeder Domain-Registrar diese Funktion. Seit jeher ist für die Registrierung einer .ee-Domain ein Wohnsitz bzw. eine Niederlassung in Estland notwendig, weshalb viele Registrare ihren Kunden die treuhänderische Verwaltung anbieten.

## Kritik
Nach Übernahme der Verwaltung von .ee durch die Estonian Internet Foundation im Juli 2010 mussten sämtliche bis dahin registrierten Domains neu angemeldet werden. Dies führte zu heftiger Kritik seitens der Inhaber und Registrare, da für die erneute Bestellung neben dem administrativen Aufwand zusätzliche Gebühren angefallen sind. Außerdem waren für diesen Prozess nur sechs Monate vorgesehen.